# Валенца
Валенца (итал. Valenza, пьем. Valensa) — коммуна в Италии, в области Пьемонт, подчиняется административному центру Алессандрия.
Население составляет 20 471 человек (2008 г.), плотность населения — 409 чел./км². Занимает площадь 50 км². Почтовый индекс — 15048. Телефонный код — 0131.
Покровителями коммуны почитаются святой апостол Иаков Старший, празднование 25 июля, и святой Максим.

## История
В военной истории данный населённый пункт оставил свой след во время Итальянского похода Суворова. В 1799 году генерал Жан Виктор Моро, после поражений у Ваприо и Кассано, занял позицию за реками По и Танаро. Валенца, расположенная на фланге позиции, была занята дивизией Поля Гренье. После неудачной попытки открыть себе дорогу на Геную, Моро 6 мая оставил Валенцу и отступил на Асти. Александр Суворов предписал генералу Розенбергу занять Валенцу, а инженеру полк. Гортингу укрепить её и устроить здесь переправу. 8 мая Валенца была занята отрядом генерала Повало-Швейковского, а 12 мая отряд занимавший Валенцу был направлен к Александрии. 31 августа части русской императорской армии под командованием генералов Дерфельдена и Розенберга соединились близ Валенцы с отсюда двинулись к С.-Готарду.

## Демография
Динамика населения:

## Города-побратимы
- Рокка-Империале, Италия

## Администрация коммуны
- Официальный сайт: http://www.comune.valenza.al.it/